# Paralonchurus dumerilii
Paralonchurus dumerilii és una espècie de peix de la família dels esciènids i de l'ordre dels perciformes.

## Morfologia
- Els mascles poden assolir 45 cm de longitud total.[5][6]

## Alimentació
Menja principalment cucs marins i d'altres invertebrats bentònics.

## Hàbitat
És un peix de clima tropical i demersal que viu fins als 30 m de fondària.

## Distribució geogràfica
Es troba a l'oceà Pacífic oriental: des de Guatemala fins al Perú.

## Ús comercial
És comú als mercats locals.

## Observacions
És inofensiu per als humans.